# 梅津宏治
梅津 宏治（うめつ こうじ、1976年9月29日 - ）は、日本の元プロボクサー。第53代日本フェザー級王者。ワタナベボクシングジム所属。千葉県立鎌ケ谷高等学校、日本大学理工学部卒業。

## 来歴
高校時代はラグビーをしており、ボクシングを始めたのは日本大学に入学してからと、日本王者になるほどの選手としては遅かった。その後玩具メーカーの社員となるが、ボクシングに専念するために後に退職する。
2000年11月22日、新松戸高橋ボクシングジム所属でプロデビューする。上原友和（白井・具志堅）を4回KO勝ちを収めた。
2001年12月13日、その後2戦2勝でスーパーバンタム級會田耕平（オサム）との試合で4回判定負けで初黒星を喫した。
2003年11月12日、3連敗後3連勝し能登齋尚（フラッシュ赤羽）との試合で怪我により8回TKO負けを喫した。この試合の後ワタナベジムに移籍する。
2004年10月13日、フェザー級へ階級を変え1勝後、日本9位の寒河江和也（シャイアン長谷川）を激烈な打撃戦で7回TKO勝ちを収めた。
2005年9月22日、日本フェザー王者の榎洋之（角海老宝石）と対戦し、10回判定負けを喫し王座奪取はならなかった。
2006年10月14日、日本フェザー級王者の渡邉一久（角海老宝石）を10回判定で破り、王座を獲得した。
2007年3月3日、粟生隆寛（帝拳）の挑戦を受けるも10回0-3の判定負けを喫し初防衛に失敗、王座から陥落した。
2007年7月13日、復帰戦を高山和徳（船橋ドラゴン）と行い10回引き分けとなった。
2007年10月6日、秋葉慶介（角海老宝石）と対戦し、10回判定負けを喫した。
2008年3月27日、中村友彦（F・I）に5回TKO勝ちを収める。この後A級トーナメントから最強後楽園と変わった日本タイトル挑戦権獲得トーナメントに出場。
2008年7月1日、準決勝にて日本フェザー級3位武本康樹（千里馬神戸）に2-1の判定勝ち。
2008年10月8日の決勝では過去に1度引き分けている日本フェザー級3位の高山と対戦し、8回2-1の判定勝ちで松田直樹への挑戦権を獲得した。
2009年2月21日、日本フェザー級王者松田直樹（帝拳）に1位として挑戦したが判定で引き分けに終わり王座を獲得出来なかった。
2009年7月20日、矢板貴行（全日本パブリック）との再起戦は3回負傷引分に終わった。
2009年11月7日には王者・松田に再び1位として挑戦したが、0-3の判定負けを喫した。
2010年11月8日、後楽園ホールにて李冽理が世界挑戦に伴って返上し空位となっていた日本フェザー級王座決定戦を元東洋太平洋同級王者細野悟と行い、10回0-3(91-99、93-99、92-98)の判定負けを喫し約3年8ヶ月ぶりの王座返り咲きに失敗した。
2011年12月31日、岡田誠一が持つ日本スーパーフェザー級王座に挑戦するが、0-2判定で敗れ2階級制覇ならず。
2015年10月12日の林翔太戦で敗れ引退。
引退後はトレーナーに転じ、2016年12月より宮尾綾香を担当。
2023年6月3日、プロキャリアを始めた地である松戸市にFitness Boxing Gym RPGをオープンすることと、宮尾との結婚を発表した。

## 人物
アニメ「機動戦士ガンダム」のファンを公言しており、入場曲は同アニメのテーマソングである「翔べ! ガンダム」と「哀・戦士」である。その部屋がテレビ番組でも取り上げられたことがある。

## 獲得タイトル
- 第53代日本フェザー級王座(防衛0)